# قط الطبيعة
قط الطبيعة (بالإنجليزية: Nature Cat) هو مسلسل رسوم متحركة تلفزيوني تم عرضه لأول مرة في 25 نوفمبر 2015 على PBS Kids ويستهدف الأطفال الذين تتراوح أعمارهم بين 3 و 8 سنوات، بعد مغامرات أربع شخصيات رئيسية: قط الطبيعة وهال الكلب وديزي الأرنب وصقيقص الفأر. تم ترشيح العرض لجائزة Daytime Emmy Award عن «الكتابة المتميزة في برنامج الرسوم المتحركة». حقق المسلسل لأول مرة في نوفمبر ما يقرب من 3.7 مليون مشاهد، وبحلول مارس حقق 69 مليون فيديو عبر منصات الإنترنت. اعتبارًا من أكتوبر 2016، تم تجديد قط الطبيعة للموسم الثاني والثالث. تم عرض الموسم الثاني لأول مرة في 1 يناير 2018. ثم تم عرض الموسم الثالث لأول مرة في 18 أبريل 2019.

## القصة
تدور أحداث المسلسل في ضواحي شيكاغو، إلينوي. بعد فريد، قطة منزل صفراء تحلم بالاستكشاف في الخارج. بمجرد مغادرة مالكي البشر لهذا اليوم من الساعة 6:00 صباحًا إلى 9:00 مساءً، يتحول إلى قط الطبيعة، الذي لا يمكنه انتظار رحلات الطبيعة في الفناء الخلفي. ومع ذلك، يواجه فريد مشكلة واحدة: ليس لديه غرائز الطبيعة. تهدف هذه السلسلة من خلال تجارب تعلم الشخصيات إلى تشجيع الأطفال على الانخراط بالمثل مع الطبيعة وتطوير فهمها.

## الشخصيات
- قط الطبيعة (عبر عنها تاران كيلام[2]) - في غياب أصحابه، يتحول فريد إلى شخصيته البديلة قط الطبيعة، ويروي نفسه على هذا النحو طوال العرض. إنه بطل الرواية الرئيسي في قيادة مجموعة من ثلاثة حيوانات أخرى، كثيرًا ما يستخدم التعبيرات «تالي هو!» و «فصاعدا وصاعدا!» عند بدء مغامراته واستمرارها، يُقرض موقفه المتفائل والمبهج في تشجيع الحماس للعالم الطبيعي. قام الممثل والكوميدي تاران كيلام بتقييم قط الطبيعة كشخصية إيجابية للأطفال، واصفًا تعامله مع الشدائد بأنه «مثال رائع عندما تسقط، تعود للأعلى... وتحاول مرة أخرى». سوف يسقط أحيانًا من شخصية «قط الطبيعة» الخاصة به، حيث يمكن أن يصبح فجأة متوترًا أو خائفًا، مثله مثل قط المنزل العادي. يمكن أن يشمل ذلك الاضطرار إلى التفاعل مع الماء، ورثاء «لماذا يجب أن يكون الماء؟»، ولكن في هذه المواقف ينتهي به المطاف في إيجاد الثقة للاستمرار. عندما يتحول فريد إلى قط الطبيعة، كانت ملابسه كلها خضراء.
- هال الكلب (عبر عنها بوبي موينيهان[2]) - يتميز بأنه سعيد معظم الوقت ومخلص للغاية لأصدقائه، والأهم من ذلك كله لـ قط الطبيعة. إنه دائمًا على استعداد للمشاركة في رحلات قط الطبيعة الخارجية ومشاركة الاكتشافات حتى لو لم يفهمها في البداية. هال بشكل عام غائب الذهن، وأصبح مصدرًا للراحة الكوميدية حيث قد يستجيب للآخرين غير المتسللين أو التفكير المشوش بصوت عالٍ. يمكن أيضًا أن يصبح غير مدرك تمامًا لما يتم أخذه في موقف خطير، مثل الضياع في مدينة شيكاغو، إلينوي، التي تبلغ مساحتها 100000 فدان. يتم تصوير قدراته ككلب مرح على أنه شخصية غير مقيدة في الاقتراب من المواقف الفوضوية أو غير السارة، مثل الحفر في الأرض أو شم الروائح القوية. وهذا يعود بالنفع على الآخرين، حيث يتم استخدامه في حفر الثقوب أو تحديد مكان في البيئة عن طريق الرائحة. ويرافقه أحيانًا لعبة مضغ جامدة «السيد. Chewinsky»، الذي يتحدث معه عند طرح أفكاره.
- صقيقص الفأر (عبر عنها كيت مكينون[2]) - أصغر الشخصيات الأربع الرئيسية - الممثلة والممثلة الكوميدية، تصفها كيت ماكينون بأنها «ساس... لكنها لطيفة ومتحمسة للغاية في نفس الوقت». في بعض الأحيان، يمكن أن تتصرف صقيقص بطريقة مسترجلة أثناء المغامرات، لكنها مع ذلك تظل مركزة في المهمة التي تقوم بها.
- ديزي الأرنب (عبر عنها كيت ميكوتشي[2]) - غالبًا ما تحمل هاتفًا ذكيًا لاستخدامه في توفير معلومات تكميلية عند التحقيق في الطبيعة. يتمثل دورها في أن تكون بمثابة صوت العقل، ولكن مع ذلك، فهي في الغالب متعاونة مثل البقية عند المغامرة مع قط الطبيعة.
- رونالد القط (عبر عنها كينان طومسون[2][6]) - الخصم الرئيسي للسلسلة. يعيش رونالد في الفناء الخلفي المجاور وهو عدو قط الطبيعة. إنه متعجرف، بلا جدوى (غالبًا ما يكون مهووسًا بتصفيف شعره) وبغيض إلى حد ما. كما أنه يحاول التنافس ضد قط الطبيعة.

## وصلات خارجية
- قط الطبيعة على موقع IMDb (الإنجليزية)
- قط الطبيعة على موقع روتن توميتوز (الإنجليزية)
- قط الطبيعة على موقع فيلمافينيتي (الإسبانية)
- قط الطبيعة على موقع قاعدة بيانات الفيلم (الإنجليزية)